# Eupithecia graphata
Eupithecia graphata là một loài bướm đêm trong họ Geometridae.